# Puliciphora suavis
Puliciphora suavis är en tvåvingeart som beskrevs av Borgmeier 1963. Puliciphora suavis ingår i släktet Puliciphora och familjen puckelflugor.
Artens utbredningsområde är Nebraska. Inga underarter finns listade i Catalogue of Life.